# Hypochthoniella fukushiraensis
Hypochthoniella fukushiraensis är en kvalsterart som beskrevs av Shiraishi och Aoki 1994. Hypochthoniella fukushiraensis ingår i släktet Hypochthoniella och familjen Eniochthoniidae. Inga underarter finns listade i Catalogue of Life.